# Pablo Romero
Pablo Romero est un boxeur cubain né le 15 janvier 1961 à Pinar del Rio.

## Carrière
Sa carrière amateur est principalement marquée par deux titres de champion du monde remportés en 1982 et 1986 dans la catégorie de poids mi-lourds et par deux médailles d'or aux Jeux panaméricains de Caracas en 1983 et d'Indianapolis en 1987.